# Паранагуа (микрорегион)

Паранагуа на карте.

Паранагуа (порт. Microrregião de Paranaguá) — микрорегион в Бразилии. входит в штат Парана. Составная часть мезорегиона Агломерация Куритиба. Население составляет 	265 392	 человека (на 2010 год). Площадь — 	6058,042	 км². Плотность населения — 	43,81	 чел./км².

## Демография
Согласно сведениям, собранным в ходе переписи 2010 г. Национальным институтом географии и статистики (IBGE), население микрорегиона составляет:						
| Полное население                             | Полное население                             | Полное население                             | Полное население                             | 265 392 |
| -------------------------------------------- | -------------------------------------------- | -------------------------------------------- | -------------------------------------------- | ------- |
| в том числе:                                 | Городское население                          | 240 137                                      | Процент городского населения, %              | 90,48   |
|                                              | Сельское население                           | 25 255                                       | Процент сельского населения, %               | 9,52    |
|                                              | Мужское население                            | 131 448                                      | Процент мужского населения, %                | 49,53   |
|                                              | Женское население                            | 133 944                                      | Процент женского населения, %                | 50,47   |
| Плотность населения, чел/км²                 | Плотность населения, чел/км²                 | Плотность населения, чел/км²                 | Плотность населения, чел/км²                 | 43,81   |
| Население микрорегиона в % к населению штата | Население микрорегиона в % к населению штата | Население микрорегиона в % к населению штата | Население микрорегиона в % к населению штата | 2,54    |

## Статистика
- Валовой внутренний продукт на 2003 год составляет 3 591 373 797,00 реалов (данные: Бразильский институт географии и статистики).
- Валовой внутренний продукт на душу населения на 2003 год составляет 13 717,40 реалов (данные: Бразильский институт географии и статистики).
- Индекс развития человеческого потенциала на 2000 год составляет 0,775 (данные: Программа развития ООН).

## Состав микрорегиона
В составе микрорегиона включены следующие муниципалитеты:
1. Антонина
2. Гуаракесаба
3. Гуаратуба
4. Матиньюс
5. Морретис
6. Паранагуа
7. Понтал-ду-Парана